# 12373 Lancearmstrong
12373 Lancearmstrong è un asteroide della fascia principale. Scoperto nel 1994, presenta un'orbita caratterizzata da un semiasse maggiore pari a 2,4509851 UA e da un'eccentricità di 0,1132728, inclinata di 6,75410° rispetto all'eclittica.